# Finnország az 1998. évi téli olimpiai játékokon
Finnország a japán Naganóban megrendezett 1998. évi téli olimpiai játékok egyik részt vevő nemzete volt. Az országot az olimpián 10 sportágban 85 sportoló képviselte, akik összesen 12 érmet szereztek.

## Érmesek
| Érem  | Versenyző | Sportág          | Versenyszám           |
| ----- | --- | ---------------- | --------------------- |
| Arany | Mika Myllylä | Sífutás          | Férfi 30 km           |
| Arany | Jani Soininen | Síugrás          | Egyéni, normálsánc    |
| Ezüst | Samppa Lajunen | Északi összetett | Egyéni                |
| Ezüst | Samppa Lajunen Hannu Manninen Jari Mantila Tapio Nurmela | Északi összetett | Csapat                |
| Ezüst | Janne Lahtela | Síakrobatika     | Férfi mogul           |
| Ezüst | Jani Soininen | Síugrás          | Egyéni, nagysánc      |
| Bronz | Ville Räikkönen | Biatlon          | Férfi 10 km sprint    |
| Bronz | Nemzeti válogatott Aki Berg Tuomas Grönman Raimo Helminen Sami Kapanen Saku Koivu Jari Kurri Janne Laukkanen Jere Lehtinen Juha Lind Jyrki Lumme Jarmo Myllys Mika Nieminen Janne Niinimaa Teppo Numminen Ville Peltonen Kimmo Rintanen Teemu Selänne Ari Sulander Jukka Tammi Esa Tikkanen Kimmo Timonen Antti Törmänen Juha Ylönen | Jégkorong        | Férfi                 |
| Bronz | Nemzeti válogatott Sari Fisk Kirsi Hänninen Satu Huotari Marianne Ihalainen Johanna Ikonen Sari Krooks Emma Laaksonen Sanna Lankosaari Katja Lehto Marika Lehtimäki Riikka Nieminen Marja-Helena Pälvilä Tuula Puputti Karoliina Rantamäki Tiia Reima Katja Riipi Päivi Salo Maria Selin Liisa-Maria Sneck Petra Vaarakallio         | Jégkorong        | Női                   |
| Bronz | Sami Mustonen | Síakrobatika     | Férfi mogul           |
| Bronz | Mika Myllylä | Sífutás          | Férfi 10 km           |
| Bronz | Jari Isometsä Harri Kirvesniemi Mika Myllylä Sami Repo | Sífutás          | Férfi 4 × 10 km váltó |

## Alpesisí
Férfi
| Versenyző      | Versenyszám      | 1. futam      | 1. futam      | 2. futam      | 2. futam      | Összesítés | Összesítés |
| Versenyző      | Versenyszám      | Idő           | Hely.         | Idő           | Hely.         | Idő        | Helyezés   |
| -------------- | ---------------- | ------------- | ------------- | ------------- | ------------- | ---------- | ---------- |
| Mika Marila    | Műlesiklás       | nem ért célba | nem ért célba | kiesett       | kiesett       | kiesett    | kiesett    |
| Mika Marila    | Óriás-műlesiklás | nem ért célba | nem ért célba | kiesett       | kiesett       | kiesett    | kiesett    |
| Kalle Palander | Műlesiklás       | 56,37         | 8.*           | 55,44         | 10.           | 1:51,81    | 9.         |
| Kalle Palander | Óriás-műlesiklás | 1:24,02       | 27.           | nem ért célba | nem ért célba | kiesett    | kiesett    |
| Sami Uotila    | Műlesiklás       | nem ért célba | nem ért célba | kiesett       | kiesett       | kiesett    | kiesett    |
| Sami Uotila    | Óriás-műlesiklás | 1:23,43       | 24.           | 1:20,02       | 16.           | 2:43,45    | 19.        |

| Versenyző      | Versenyszám | Lesiklás      | Lesiklás      | Műlesiklás | Műlesiklás | Műlesiklás | Műlesiklás | Műlesiklás | Műlesiklás | Összesítés | Összesítés |
| Versenyző      | Versenyszám | Lesiklás      | Lesiklás      | 1. futam   | 1. futam   | 2. futam   | 2. futam   | Össz.      | Össz.      | Összesítés | Összesítés |
| Versenyző      | Versenyszám | Idő           | Hely.         | Idő        | Hely.      | Idő        | Hely.      | Idő        | Hely.      | Idő        | Helyezés   |
| -------------- | ----------- | ------------- | ------------- | ---------- | ---------- | ---------- | ---------- | ---------- | ---------- | ---------- | ---------- |
| Kalle Palander | Összetett   | nem ért célba | nem ért célba | kiesett    | kiesett    | kiesett    | kiesett    | kiesett    | kiesett    | kiesett    | kiesett    |

Női
| Versenyző        | Versenyszám      | 1. futam      | 1. futam      | 2. futam      | 2. futam      | Összesítés | Összesítés |
| Versenyző        | Versenyszám      | Idő           | Hely.         | Idő           | Hely.         | Idő        | Helyezés   |
| ---------------- | ---------------- | ------------- | ------------- | ------------- | ------------- | ---------- | ---------- |
| Tanja Poutiainen | Műlesiklás       | 48,06         | 25.           | 49,45         | 20.           | 1:37,51    | 18.        |
| Tanja Poutiainen | Óriás-műlesiklás | 1:24,90       | 27.           | 1:36,76       | 25.           | 3:01,66    | 26.        |
| Henna Raita      | Műlesiklás       | 47,18         | 15.           | nem ért célba | nem ért célba | kiesett    | kiesett    |
| Henna Raita      | Óriás-műlesiklás | nem ért célba | nem ért célba | kiesett       | kiesett       | kiesett    | kiesett    |

* - egy másik versenyzővel azonos eredményt ért el

## Biatlon
Férfi
| Versenyző                                                        | Versenyszám      | Lövőhiba    | Időeredmény   | Helyezés      |
| ---------------------------------------------------------------- | ---------------- | ----------- | ------------- | ------------- |
| Harri Eloranta                                                   | 10 km sprint     | 2 (1+1)     | 29:21,8       | 20.           |
| Vesa Hietalahti                                                  | 20 km egyéni     | –           | nem ért célba | nem ért célba |
| Paavo Puurunen                                                   | 10 km sprint     | 0 (0+0)     | 28:44,0       | 9.            |
| Paavo Puurunen                                                   | 20 km egyéni     | 3 (1+1+1+0) | 1:00:11,7     | 23.           |
| Ville Räikkönen                                                  | 10 km sprint     | 1 (0+1)     | 28:21,7       |               |
| Ville Räikkönen                                                  | 20 km egyéni     | 3 (0+0+1+2) | 1:00:25,3     | 27.           |
| Ville Räikkönen Paavo Puurunen Harri Eloranta Olli-Pekka Peltola | 4 × 7,5 km váltó | 2+11        | 1:25:01,4     | 8.            |

Női
| Versenyző     | Versenyszám   | Lövőhiba    | Időeredmény | Helyezés |
| ------------- | ------------- | ----------- | ----------- | -------- |
| Katja Holanti | 7,5 km sprint | 2 (2+0)     | 25:46,2     | 46.      |
| Katja Holanti | 15 km egyéni  | 3 (0+1+0+2) | 1:01:50,9   | 45.      |
| Mari Lampinen | 7,5 km sprint | 0 (0+0)     | 23:55,2     | 8.       |
| Mari Lampinen | 15 km egyéni  | 5 (0+2+0+3) | 1:00:55,2   | 32.      |

## Északi összetett
| Versenyző                                                | Versenyszám | Síugrás | Síugrás | Síugrás    | Sífutás | Sífutás | Összesítés | Összesítés |
| Versenyző                                                | Versenyszám | Pont    | Hely.   | Időhátrány | Idő     | Hely.   | Idő        | Helyezés   |
| -------------------------------------------------------- | ----------- | ------- | ------- | ---------- | ------- | ------- | ---------- | ---------- |
| Samppa Lajunen                                           | Egyéni      | 230,5   | 6.      | +1:03      | 40:45,6 | 8.      | 41:48,6    |            |
| Hannu Manninen                                           | Egyéni      | 207,0   | 20.     | +3:24      | 40:27,0 | 4.      | 43:51,0    | 11.        |
| Jari Mantila                                             | Egyéni      | 212,0   | 17.     | +2:54      | 43:16,6 | 34.     | 46:10,6    | 27.        |
| Tapio Nurmela                                            | Egyéni      | 213,5   | 14.*    | +2:45      | 41:46,6 | 21.     | 44:31,6    | 15.        |
| Samppa Lajunen Jari Mantila Tapio Nurmela Hannu Manninen | Csapat      | 906,0   | 1.      | –          | 55:30,4 | 5.      | 55:30,4    |            |

* - egy másik versenyzővel azonos eredményt ért el

## Gyorskorcsolya
Férfi
| Versenyző      | Versenyszám | 1. futam | 1. futam | 2. futam | 2. futam | Eredmény | Helyezés |
| Versenyző      | Versenyszám | Idő      | Hely.    | Idő      | Hely.    | Eredmény | Helyezés |
| -------------- | ----------- | -------- | -------- | -------- | -------- | -------- | -------- |
| Janne Hänninen | 500 m       | 36,58    | 17.*     | 36,46    | 19.      | 73,04    | 18.      |
| Janne Hänninen | 1000 m      |          |          |          |          | 1:12,55  | 21.*     |

* - egy másik versenyzővel azonos eredményt ért el

## Jégkorong

### Férfi
| Finn nemzeti férfi jégkorongcsapat-játékoskeret | Finn nemzeti férfi jégkorongcsapat-játékoskeret | Finn nemzeti férfi jégkorongcsapat-játékoskeret |
| #                                               | Név                                             | Poszt                                           |
| ----------------------------------------------- | ----------------------------------------------- | ----------------------------------------------- |
| 30                                              | Jukka Tammi                                     | K                                               |
| 31                                              | Ari Sulander                                    | K                                               |
| 35                                              | Jarmo Myllys                                    | K                                               |
| 4                                               | Kimmo Timonen                                   | V                                               |
| 5                                               | Aki Berg                                        | V                                               |
| 6                                               | Tuomas Grönman                                  | V                                               |
| 21                                              | Jyrki Lumme                                     | V                                               |
| 27                                              | Teppo Numminen                                  | V                                               |
| 44                                              | Janne Niinimaa                                  | V                                               |
| 8                                               | Teemu Selänne                                   | T                                               |
| 10                                              | Esa Tikkanen                                    | T                                               |
| 11                                              | Saku Koivu                                      | T                                               |
| 12                                              | Janne Laukkanen                                 | T                                               |
| 14                                              | Raimo Helminen                                  | T                                               |
| 15                                              | Antti Törmänen                                  | T                                               |
| 16                                              | Ville Peltonen                                  | T                                               |
| 17                                              | Jari Kurri                                      | T                                               |
| 19                                              | Juha Lind                                       | T                                               |
| 20                                              | Jere Lehtinen                                   | T                                               |
| 24                                              | Sami Kapanen                                    | T                                               |
| 25                                              | Kimmo Rintanen                                  | T                                               |
| 37                                              | Juha Ylönen                                     | T                                               |
| 40                                              | Mika Nieminen                                   | T                                               |

- Posztok rövidítései: K – Kapus, V – Védő, T – Támadó

#### Eredmények
Csoportkör
D csoport
| Csapat      | M | Gy | D | V | G+ | G– | Gk  | P |
| ----------- | - | -- | - | - | -- | -- | --- | - |
| Oroszország | 3 | 3  | 0 | 0 | 15 | 6  | +9  | 6 |
| Csehország  | 3 | 2  | 0 | 1 | 12 | 4  | +8  | 4 |
| Finnország  | 3 | 1  | 0 | 2 | 11 | 9  | +2  | 2 |
| Kazahsztán  | 3 | 0  | 0 | 3 | 6  | 25 | –19 | 0 |

| 1998. február 13. | Csehország (CZE) | 3 – 0 (0–0, 0–1, 0–2) | Finnország | The Big Hat/ Aqua Wing Arena, Nagano Nézőszám: 5050 |

|  |  |  |  |  |
|  |  |  |  |  |
|  |  |  |  |  |
|  |  |  |  |  |

| 1998. február 15. | Oroszország (RUS) | 4 – 3 (2–1, 1–2, 0–1) | Finnország | The Big Hat/ Aqua Wing Arena, Nagano Nézőszám: 9894 |

|  |  |  |  |  |
|  |  |  |  |  |
|  |  |  |  |  |
|  |  |  |  |  |

| 1998. február 16. | Finnország (FIN) | 8 – 2 (1–3, 0–1, 1–4) | Kazahsztán | The Big Hat/ Aqua Wing Arena, Nagano Nézőszám: 5544 |

|  |  |  |  |  |
|  |  |  |  |  |
|  |  |  |  |  |
|  |  |  |  |  |

Negyeddöntő
| 1998. február 18. | Finnország (FIN) | 2 – 1 (0–0, 0–0, 2–1) | Svédország | The Big Hat/ Aqua Wing Arena, Nagano Nézőszám: 5044 |

|  |  |  |  |  |
|  |  |  |  |  |
|  |  |  |  |  |
|  |  |  |  |  |

Elődöntő
| 1998. február 20. | Finnország (FIN) | 4 – 7 (0–2, 3–2, 1–3) | Oroszország | The Big Hat/ Aqua Wing Arena, Nagano |

|  |  |  |  |  |
|  |  |  |  |  |
|  |  |  |  |  |
|  |  |  |  |  |

Bronzmérkőzés
| 1998. február 21. | Finnország (FIN) | 3 – 2 (2–1, 0–1, 1–0) | Kanada | The Big Hat/ Aqua Wing Arena, Nagano Nézőszám: 9875 |

|  |  |  |  |  |
|  |  |  |  |  |
|  |  |  |  |  |
|  |  |  |  |  |

| Csapat     | Helyezés |
| ---------- | -------- |
| Finnország |          |

### Női
| Finn nemzeti női jégkorongcsapat-játékoskeret | Finn nemzeti női jégkorongcsapat-játékoskeret | Finn nemzeti női jégkorongcsapat-játékoskeret |
| #                                             | Név                                           | Poszt                                         |
| --------------------------------------------- | --------------------------------------------- | --------------------------------------------- |
| 1                                             | Liisa-Maria Sneck                             | K                                             |
| 19                                            | Tuula Puputti                                 | K                                             |
| 3                                             | Emma Laaksonen                                | V                                             |
| 4                                             | Katja Lehto                                   | V                                             |
| 5                                             | Satu Huotari                                  | V                                             |
| 15                                            | Johanna Ikonen                                | V                                             |
| 20                                            | Kirsi Hänninen                                | V                                             |
| 25                                            | Marja-Helena Pälvilä                          | V                                             |
| 27                                            | Päivi Salo                                    | V                                             |
| 9                                             | Marianne Ihalainen                            | T                                             |
| 10                                            | Sari Fisk                                     | T                                             |
| 13                                            | Riikka Nieminen                               | T                                             |
| 14                                            | Maria Selin                                   | T                                             |
| 16                                            | Tiia Reima                                    | T                                             |
| 17                                            | Sari Krooks                                   | T                                             |
| 21                                            | Petra Vaarakallio                             | T                                             |
| 22                                            | Sanna Lankosaari                              | T                                             |
| 26                                            | Marika Lehtimäki                              | T                                             |
| 28                                            | Katja Riipi                                   | T                                             |
| 29                                            | Karoliina Rantamäki                           | T                                             |

- Posztok rövidítései: K – Kapus, V – Védő, T – Támadó

#### Eredmények
Csoportkör
| Csapat           | M | Gy | D | V | G+ | G– | Gk  | P  |
| ---------------- | - | -- | - | - | -- | -- | --- | -- |
| Egyesült Államok | 5 | 5  | 0 | 0 | 33 | 7  | +26 | 10 |
| Kanada           | 5 | 4  | 0 | 1 | 28 | 12 | +16 | 8  |
| Finnország       | 5 | 3  | 0 | 2 | 27 | 10 | +17 | 6  |
| Kína             | 5 | 2  | 0 | 3 | 10 | 15 | –5  | 4  |
| Svédország       | 5 | 1  | 0 | 4 | 10 | 21 | –11 | 2  |
| Japán            | 5 | 0  | 0 | 5 | 2  | 45 | –43 | 0  |

| 1998. február 8. | Svédország (SWE) | 0 – 6 (0–2, 0–2, 0–2) | Finnország | Nagano |

|  |  |  |  |  |
|  |  |  |  |  |
|  |  |  |  |  |
|  |  |  |  |  |

| 1998. február 9. | Finnország (FIN) | 11 – 1 (2–0, 3–0, 6–1) | Japán | Nagano |

|  |  |  |  |  |
|  |  |  |  |  |
|  |  |  |  |  |
|  |  |  |  |  |

| 1998. február 11. | Egyesült Államok (USA) | 4 – 2 (1–1, 3–1, 0–0) | Finnország | Nagano |

|  |  |  |  |  |
|  |  |  |  |  |
|  |  |  |  |  |
|  |  |  |  |  |

| 1998. február 12. | Finnország (FIN) | 2 – 4 (1–1, 1–3, 0–0) | Kanada | Nagano |

|  |  |  |  |  |
|  |  |  |  |  |
|  |  |  |  |  |
|  |  |  |  |  |

| 1998. február 14. | Finnország (FIN) | 6 – 1 (2–0, 2–1, 2–0) | Kína | Nagano |

|  |  |  |  |  |
|  |  |  |  |  |
|  |  |  |  |  |
|  |  |  |  |  |

Bronzmérkőzés
| 1998. február 17. | Finnország (FIN) | 4 – 1 (0–1, 3–0, 1–0) | Kína | Nagano |

|  |  |  |  |  |
|  |  |  |  |  |
|  |  |  |  |  |
|  |  |  |  |  |

| Csapat     | Helyezés |
| ---------- | -------- |
| Finnország |          |

## Műkorcsolya
| Versenyző  | Versenyszám | Rövid program     | Rövid program | Rövid program | Kűr               | Kűr   | Kűr         | Összesítés         | Összesítés |
| Versenyző  | Versenyszám | Több. hely. száma | Hely.         | Hely. pont.   | Több. hely. száma | Hely. | Hely. pont. | Helyezési pontszám | Helyezés   |
| ---------- | ----------- | ----------------- | ------------- | ------------- | ----------------- | ----- | ----------- | ------------------ | ---------- |
| Alisa Drei | Női egyéni  | 7×20+             | 20.           | 10,0          | 5×19+             | 19.   | 19,0        | 29,0               | 21.        |

## Síakrobatika
Mogul
| Versenyző     | Versenyszám | Selejtező | Selejtező | Döntő | Döntő    |
| Versenyző     | Versenyszám | Pont      | Helyezés  | Pont  | Helyezés |
| ------------- | ----------- | --------- | --------- | ----- | -------- |
| Janne Lahtela | Férfi       | 25,43     | 2.        | 26,00 |          |
| Lauri Lassila | Férfi       | 24,53     | 9.        | 25,43 | 5.       |
| Sami Mustonen | Férfi       | 25,16     | 3.        | 25,76 |          |
| Minna Karhu   | Női         | 22,39     | 10.       | 23,83 | 6.       |

## Sífutás
Férfi
| Versenyző                                              | Versenyszám         | Eredmény  | Helyezés |
| ------------------------------------------------------ | ------------------- | --------- | -------- |
| Juha Alm                                               | 50 km               | 2:25:00,2 | 54.      |
| Jari Isometsä                                          | 10 km               | 28:36,7   | 15.      |
| Jari Isometsä                                          | 15 km üldözőverseny | 40:55,4   | 8.       |
| Jari Isometsä                                          | 30 km               | 1:36:51,4 | 4.       |
| Harri Kirvesniemi                                      | 10 km               | 28:22,5   | 13.      |
| Harri Kirvesniemi                                      | 30 km               | 1:37:45,9 | 6.       |
| Mika Myllylä                                           | 10 km               | 27:40,1   |          |
| Mika Myllylä                                           | 15 km üldözőverseny | 40:26,6   | 6.       |
| Mika Myllylä                                           | 30 km               | 1:33:55,8 |          |
| Sami Repo                                              | 10 km               | 28:51,3   | 18.      |
| Sami Repo                                              | 15 km üldözőverseny | 42:38,9   | 20.      |
| Sami Repo                                              | 30 km               | 1:42:16,8 | 34.      |
| Harri Kirvesniemi Mika Myllylä Sami Repo Jari Isometsä | 4 × 10 km váltó     | 1:42:15,5 |          |

Női
| Versenyző                                               | Versenyszám         | Eredmény  | Helyezés |
| ------------------------------------------------------- | ------------------- | --------- | -------- |
| Milla Jauho                                             | 15 km               | 51:38,6   | 31.      |
| Milla Jauho                                             | 30 km               | 1:35:39,2 | 50.      |
| Anita Nyman                                             | 5 km                | 19:45,0   | 56.      |
| Anita Nyman                                             | 10 km üldözőverseny | 32:53,7   | 44.      |
| Kati Pulkkinen                                          | 5 km                | 19:48,0   | 57.      |
| Kati Pulkkinen                                          | 10 km üldözőverseny | 33:43,5   | 51.      |
| Tuulikki Pyykkönen                                      | 5 km                | 18:42,8   | 17.      |
| Tuulikki Pyykkönen                                      | 15 km               | 49:13,5   | 12.      |
| Satu Salonen                                            | 5 km                | 18:43,4   | 18.      |
| Satu Salonen                                            | 10 km üldözőverseny | 30:32,0   | 16.      |
| Satu Salonen                                            | 15 km               | 49:27,6   | 18.      |
| Kati Sundqvist-Venäläinen                               | 15 km               | 52:14,1   | 41.      |
| Tuulikki Pyykkönen Milla Jauho Satu Salonen Anita Nyman | 4 × 5 km váltó      | 57:34,3   | 7.       |

## Síugrás
| Versenyző                                                  | Versenyszám | 1. ugrás | 1. ugrás | 2. ugrás | 2. ugrás | Összesítés | Összesítés |
| Versenyző                                                  | Versenyszám | Pont     | Hely.    | Pont     | Hely.    | Pont       | Helyezés   |
| ---------------------------------------------------------- | ----------- | -------- | -------- | -------- | -------- | ---------- | ---------- |
| Janne Ahonen                                               | Normálsánc  | 110,0    | 8.       | 121,5    | 1.       | 231,5      | 4.         |
| Janne Ahonen                                               | Nagysánc    | 91,3     | 37.      | kiesett  | kiesett  | kiesett    | kiesett    |
| Mika Laitinen                                              | Normálsánc  | 100,5    | 17.      | 98,5     | 22.      | 199,0      | 20.        |
| Mika Laitinen                                              | Nagysánc    | 114,6    | 9.       | 107,9    | 22.      | 222,5      | 18.        |
| Ari-Pekka Nikkola                                          | Normálsánc  | 101,5    | 15.*     | 104,0    | 11.      | 205,5      | 15.        |
| Ari-Pekka Nikkola                                          | Nagysánc    | 94,3     | 31.      | kiesett  | kiesett  | kiesett    | kiesett    |
| Jani Soininen                                              | Normálsánc  | 118,5    | 2.       | 116,0    | 4.       | 234,5      |            |
| Jani Soininen                                              | Nagysánc    | 130,6    | 3.       | 130,2    | 7.       | 260,8      |            |
| Ari-Pekka Nikkola Mika Laitinen Janne Ahonen Jani Soininen | Csapat      | 370,6    | 5.       | 463,3    | 5.       | 833,9      | 5.         |

* - egy másik versenyzővel azonos eredményt ért el

## Snowboard
Halfpipe
| Versenyző        | Versenyszám | 1. selejtező | 1. selejtező | 2. selejtező | 2. selejtező | Döntő      | Döntő      | Döntő   | Helyezés |
| Versenyző        | Versenyszám | Pont         | Hely.        | Pont         | Hely.        | 1. forduló | 2. forduló | Össz.   | Helyezés |
| ---------------- | ----------- | ------------ | ------------ | ------------ | ------------ | ---------- | ---------- | ------- | -------- |
| Markus Hurme     | Férfi       | 41,1         | 1.           |              |              | 38,9       | 34,1       | 73,0    | 13.      |
| Sebu Kuhlberg    | Férfi       | 33,4         | 23.          | 39,7         | 4.           | 36,8       | 39,8       | 76,6    | 7.       |
| Aleksi Litovaara | Férfi       | 39,0         | 5.           |              |              | 32,4       | 39,5       | 71,9    | 14.      |
| Jussi Oksanen    | Férfi       | 39,7         | 3.           |              |              | 33,5       | 40,1       | 73,6    | 11.      |
| Minna Hesso      | Női         | 34,2         | 5.           | 35,1         | 3.           | 34,8       | 36,0       | 70,8    | 6.       |
| Satu Järvelä     | Női         | 31,8         | 11.          | 32,0         | 9.           | kiesett    | kiesett    | kiesett | 13.      |